# مجعر
قرية مجعر هي إحدى القرى التابعة لمحافظة صامطة في منطقة جازان جنوب غرب السعودية. وتقع قرية مجعر شرق محافظة صامطة، ويبلغ عدد سكانها حوالي 7000 نسمة.